# Flash Comics
Flash Comics este o antologie de benzi desenate publicată de All-American Publications și ulterior de National Periodical Publications (DC Comics). Aceasta cuprinde 104 numere publicate din ianuarie 1940 până în februarie 1949. În ciuda titlului său, antologia nu a prezentat doar aventurile personajului Flash (Jay Garrick⁠(d)). Personajele introduse în benzile desenate sunt Flash, Hawkman⁠(d), Hawkgirl și Black Canary.

## Istoric
Publicația a debutat în ianuarie 1940, iar în primul său număr au fost prezentate primele versiuni ale personajelor Flash, Hawkman și Johnny Thunder⁠(d). Mai târziu, Flash a apărut în propria sa carte de benzi desenate All-Flash⁠(d), având 32 de numere publicate între vara anului 1941 și ianuarie 1948.
Personajul Hawkman, creat de artistul Joe Kubert⁠(d), debutează în povestea „The Painter and the $100.000” din Flash Comics #62 (feb. 1945). Inamicul său Monocle⁠(d) a fost introdus în numărul 64.
Prima lucrare publicată de Carmine Infantino⁠(d) pentru DC Comics a fost „The Black Canary”, o poveste de șase pagini cu Johnny Thunder în Flash Comics #86 (august 1947); aici apare pentru prima dată supereroina Black Canary.  Scriitorul Robert Kanigher⁠(d) și Joe Kubert l-au creat pe Thorn⁠(d), inamicul lui Flash, în numărul 89 (noiembrie 1947).
Flash Comics a fost anulată în 1949 cu numărul 104. Aventurile lui Flash vor continua în primul volum al cărții de benzi desenate The Flash⁠(d) lansat în 1959. Acesta îl prezintă pentru prima dată pe noul Flash (Barry Allen)⁠(d).
- Hawkman - #1 (January 1940) – #104 (February 1949)
- Johnny Thunder - #1 (January 1940) – #91 (January 1948)
- The Whip⁠(d) - #1 (January 1940) – #55 (July 1944)[12]
- Cliff Cornwall - #1 (January 1940) – #19 (July 1941)
- Ghost Patrol - #29 (May 1942) – #104 (February 1949)[13]
- Black Canary - #92 (February 1948) – #104 (February 1949)[14]

## Ediții complete
- Golden Age Flash Archives⁠(d):
  - Vol. 1 include toate aventurile lui „Flash” din Flash Comics #1–17, 224 de pagini, septembrie 1999, ISBN: 978-1563895067
  - Vol. 2 include toate aventurile lui „Flash” din Flash Comics #18–24, 224 de pagini, februarie 2006, ISBN: 978-1401207847
- The Flash Archives Vol. 1 include toate aventurile lui „Flash” din Flash Comics #104, 224 de pagini, mai 1998, ISBN: 978-1563891397
- Golden Age Hawkman Archives Vol. 1 include toate aventurile lui „Hawkman” din Flash Comics #1–22, 224 de pagini, februarie 2006, ISBN: 978-1401204181
- JSA All-Stars Archives Volume 1 include toate aventurile lui „Johnny Thunder” din Flash Comics #1–4, 256 de pagini, octombrie 2007, ISBN: 978-1401214722
- Black Canary Archives include toate aventurile lui „Johnny Thunder” din Flash Comics #86–91 și toate aventurile lui Black Canary din Flash Comics #92–104, 224 de pagini, decembrie 2000, ISBN: 978-1563897344